# 나카스지역
나카스지역(일본어: 中筋駅, なかすじえき 나카스지에키[*])은 일본 히로시마현 히로시마시 아사미나미구에 있는 히로시마 신교통 1호선의 역이다.
| 1 | ■ 하행 | 후루이치 · 오마치 · 가미야스 · 다카도리 · 오바라 · 오즈카 · 고이키코엔마에 방면 |
| 2 | ■ 상행 | 니시하라 · 후도인마에 · 우시타 · 조호쿠 · 겐초마에 · 혼도리 방면                |

히로시마 고속 교통의 나카스지 역은 섬식 승강장 1면 2선의 구조를 갖춘 고가역이다.

## 사진

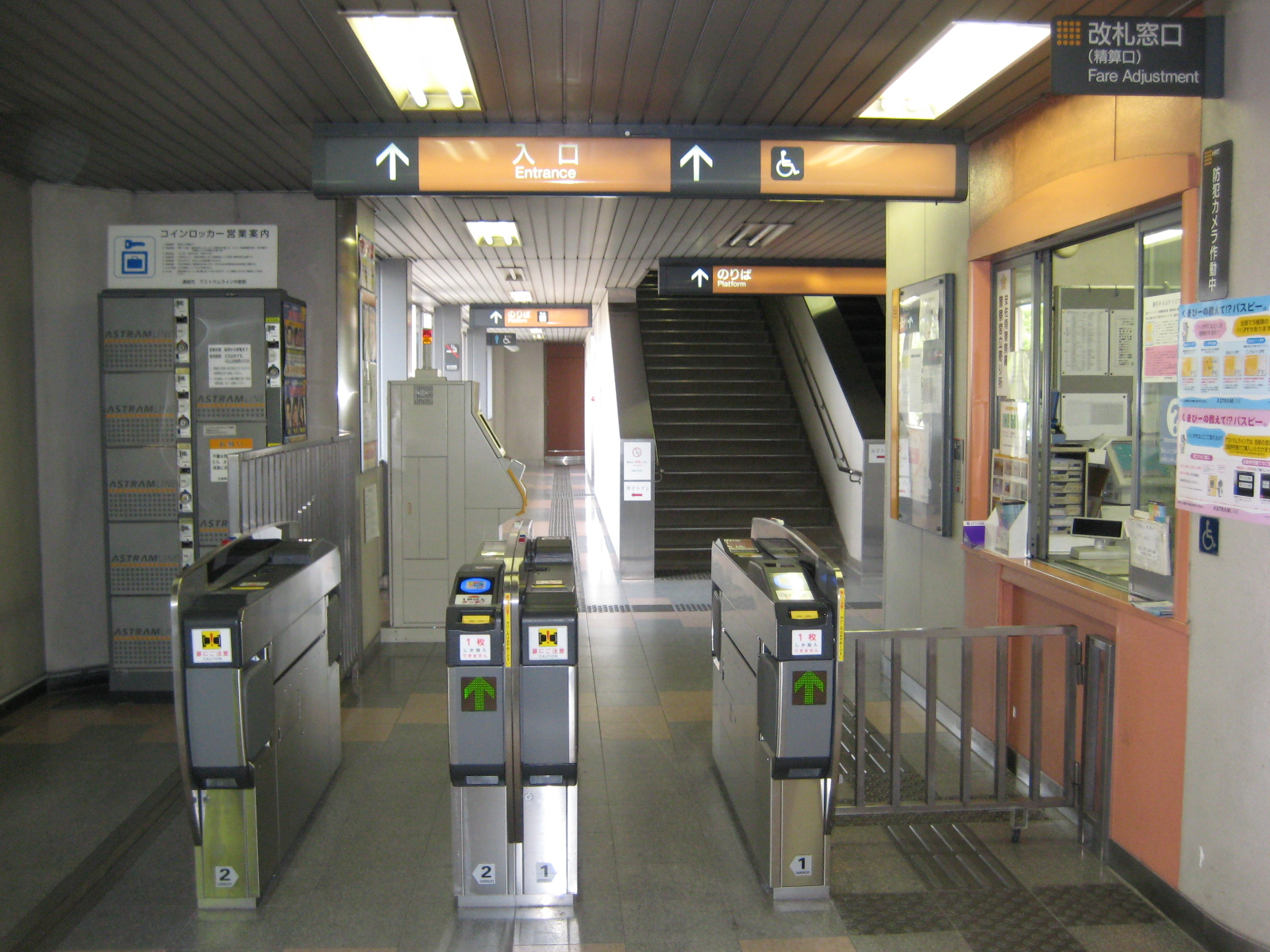
개찰구
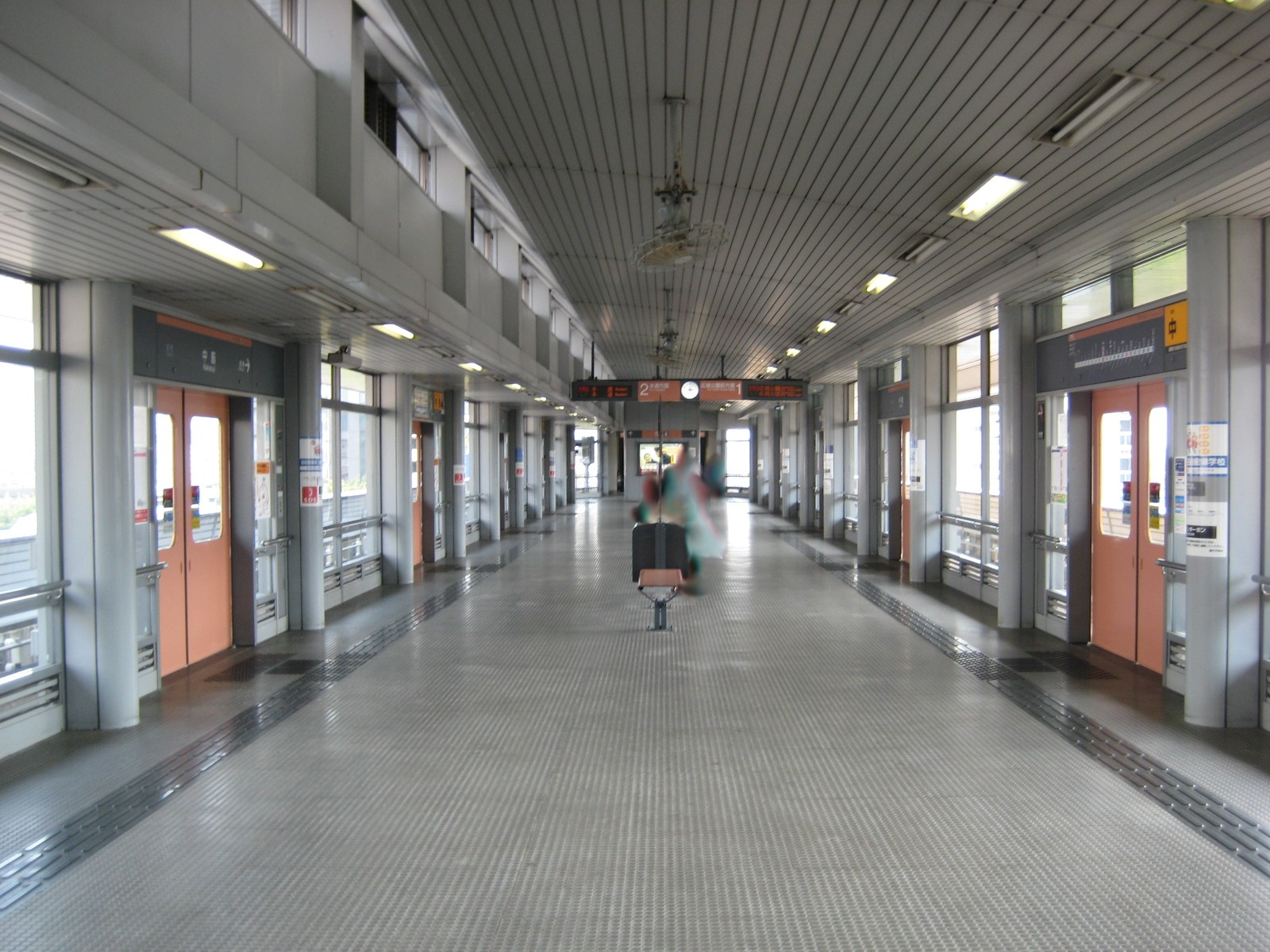
승강장

## 같이 보기
- 히로시마 고속 교통 히로시마 신교통 1호선
- 히로시마 고속 교통

| 히로시마 고속 교통 히로시마 신교통 1호선 | 히로시마 고속 교통 히로시마 신교통 1호선 | 히로시마 고속 교통 히로시마 신교통 1호선 |
| ---------------------------------------- | ---------------------------------------- | ---------------------------------------- |
| 니시하라 혼도리 방면                     | ■ 아스트램 라인                          | 후루이치 고이키코엔마에 방면             |